# Sacoșu Mare, Timiș
Sacoșu Mare (română Sacoșu Românesc, Sacoșu Unguresc) este un sat în comuna Darova din județul Timiș, Banat, România.

## Etimologie
Cuvântul unguresc din componența numelui localității nu indică, cum ar părea la prima vedere, etnia locuitorilor satului, ci suzeranitatea, cea transilvăneană, sub care s-a aflat, la un moment dat, localitatea. Aceasta spre a-l deosebi de Sacoșu Turcesc, numit așa pentru că se afla în partea din Banat cucerită de otomani și organizată administrativ în Pașalâcul Timișoara

## Tezaurul

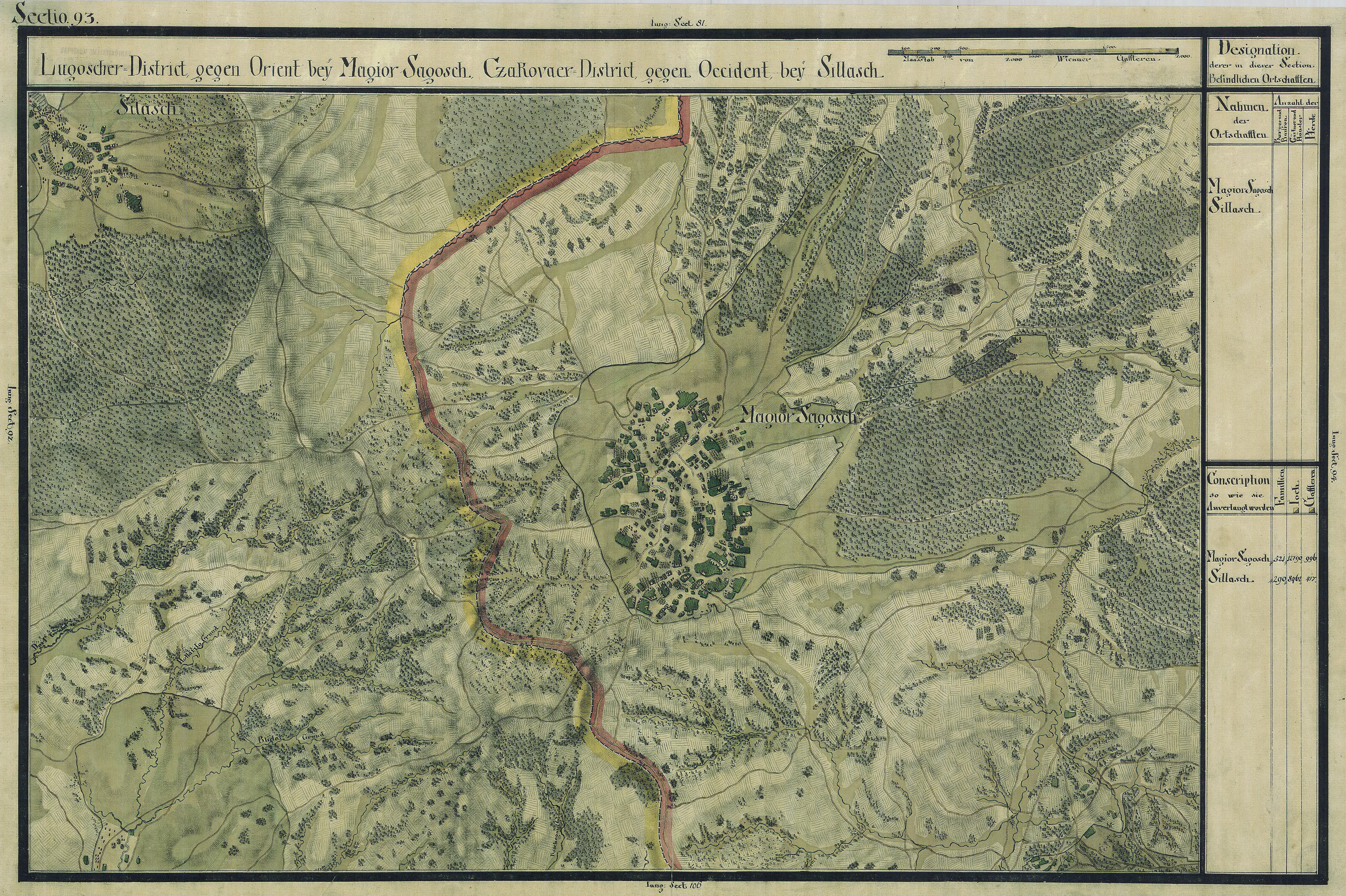
Sacoşu Mare în Harta Iosefină a Banatului, 1769-72

Pe teritoriul satului au fost descoperite urmele unei așezări dacice care datează din a doua perioadă a epocii fierului. În anul 1961, în această așezare, s-a găsit un tezaur compus din 25 de obiecte de aur: 10 brățări, 6 spirale, 4 fragmente de sârmă de aur, un inel masiv, 2 pandantive și 2 fragmente de brățări. Greutatea totală a tezaurului atinge 1,298 kg. În urma cercetărilor s-a stabilit că acesta datează din secolul XIII î.Hr, din perioada de tranziție de la epoca bronzului la epoca fierului. Artizanii obiectelor făceau parte din ramura nordică a tracilor. Tezaurul se găsește expus la Muzeul Național de Istorie din București, la secțiunea Tezaur.